# Distribución de Landau
En teoría de la probabilidad, la distribución de Landau es una distribución de probabilidad nombrada en honor a Lev Landáu. Debido a la cola "pesada" de la distribución, los  momentos de la distribución, como la media o la varianza, no están definidos. Esta distribución es un caso particular de distribución estable.

## Definición
La función de densidad de probabilidad, tal como fue escrita originalmente por Landau, está definida por la  integral  compleja:
{\displaystyle p(x)={\frac {1}{2\pi i}}\int _{a-i\infty }^{a+i\infty }e^{s\log(s)+xs}\,ds,}
donde a es un número real positivo arbitrario, lo que significa que la ruta de integración puede ser cualquier paralela al eje imaginario que se interseque con el semieje real positivo, y {\displaystyle \log } se refiere al logaritmo natural.
La siguiente integral real es equivalente a la anterior:
{\displaystyle p(x)={\frac {1}{\pi }}\int _{0}^{\infty }e^{-t\log(t)-xt}\sin(\pi t)\,dt.}
La familia completa de distribuciones de Landau se obtiene al extender la distribución original a una familia de distribuciones estables  con parámetros de estabilidad {\displaystyle \alpha =1} y de asimetría {\displaystyle \beta =1}, con la función característica:
{\displaystyle \varphi (t;\mu ,c)=\exp \left(it\mu -{\tfrac {2ict}{\pi }}\log |t|-c|t|\right),}
donde {\displaystyle c\in (0,\infty )} y {\displaystyle \mu \in (-\infty ,\infty )}, que produce una función de densidad:
{\displaystyle p(x;\mu ,c)={\frac {1}{\pi c}}\int _{0}^{\infty }e^{-t}\cos \left(t\left({\frac {x-\mu }{c}}\right)+{\frac {2t}{\pi }}\log \left({\frac {t}{c}}\right)\right)\,dt.}
Observemos que la forma original de {\displaystyle p(x)} se obtiene para {\displaystyle \mu =0} y {\displaystyle c={\frac {\pi }{2}}}, mientras que la siguiente es una aproximación de {\displaystyle p(x;\mu ,c)} para {\displaystyle \mu =0} y {\displaystyle c=1}:
{\displaystyle p(x)\approx {\frac {1}{\sqrt {2\pi }}}\exp \left(-{\frac {x+e^{-x}}{2}}\right).}

## Distribuciones relacionadas
- Si {\displaystyle X\sim {\textrm {Landau}}(\mu ,c)\,} entonces {\displaystyle X+m\sim {\textrm {Landau}}(\mu +m,c)\,}.
- La distribución de Landau es una distribución estable con parámetro de estabilidad {\displaystyle \alpha } y parámetro de asimetría {\displaystyle \beta } ambos iguales a 1.